# Presenting Dionne Warwick
| Оценки критиков               | Оценки критиков |
| Источник                      | Оценка          |
| ----------------------------- | --------------- |
| AllMusic                      | [ 1 ]           |
| Encyclopedia of Popular Music | [ 2 ]           |
| The Rolling Stone Album Guide | [ 3 ]           |

Presenting Dionne Warwick — дебютный студийный альбом американской певицы Дайон Уорвик, выпущенный в 1963 году на лейбле Scepter Records. Продюсерами альбома стали Берт Бакарак и Хэл Дэвид.

## Об альбоме
Благодаря песне «It’s Love That Really Counts» певица получила контракт с Scepter Records, владелице которой очень понравилось исполнение Дайон. Также для альбома была записана песня «Make It Easy on Yourself», которую через несколько лет певица перезапишет и выпустит синглом. На бэк-вокале в «Zip-a-Dee-Doo-Dah» можно услышать Ди Ди Уорвик и группу The Shirelles.
Альбом записывался в 1962 году на студии Bell Sound в Нью-Йорке. Релиз его состоялся 10 февраля 1963 года. Пластинка не попала в чарты США, однако смогла достичь 14 места в альбомном чарте Великобритании. С альбома было выпущено несколько синглов, в их числе песня «Don’t Make Me Over», которая достигла 21 места в чарте Billboard Hot 100 и 5 в Hot R&B Songs. Также в качестве сингла была выпущена песня «Wishin’ and Hopin’», которая позже станет хитом в исполнении Дасти Спрингфилд.

## Список композиций
Слова и музыка всех песен — Берта Бакарака и Хэла Дэвида, кроме «Zip-a-Dee-Doo-Dah», авторами которой являются Рэй Гилберт и Элли Врубель, «If You See Bill», которую написал Лютер Диксон, авторами «Unlucky» стали Лиллиан Шокли и Бобби Бэнкс.
| №                   | Название                       | Автор(ы)                      | Длительность |
| ------------------- | ------------------------------ | ----------------------------- | ------------ |
| 1.                  | «This Empty Place»             |                               | 2:55         |
| 2.                  | «Wishin’ and Hopin’»           |                               | 2:55         |
| 3.                  | «I Cry Alone»                  |                               | 2:37         |
| 4.                  | «Zip-a-Dee-Doo-Dah»            | Ray Gilbert, Allie Wrubel     | 2:40         |
| 5.                  | «Make the Music Play»          |                               | 2:25         |
| 6.                  | «If You See Bill»              | Luther Dixon                  | 2:58         |
| 7.                  | «Don’t Make Me Over»           |                               | 2:46         |
| 8.                  | «It's Love That Really Counts» |                               | 2:16         |
| 9.                  | «Unlucky»                      | Lillian Shockley, Bobby Banks | 2:25         |
| 10.                 | «I Smiled Yesterday»           |                               | 2:44         |
| 11.                 | «Make It Easy on Yourself»     |                               | 2:40         |
| 12.                 | «The Love of a Boy»            |                               | 1:59         |
| Общая длительность: | Общая длительность:            | Общая длительность:           | 31:18        |

## Чарты
| Чарт (1963)                      | Высшая позиция |
| -------------------------------- | -------------- |
| Великобритания (UK Albums Chart) | 14             |